# Ceriana (Gattung)
Ceriana ist eine Gattung in der Familie der Schwebfliegen (Syrphidae). Das Taxon wurde 1815 von dem Universalgelehrten Constantine S. Rafinesque-Schmaltz eingeführt. Typusart ist Ceria clavicornis Weber, 1795 [= Musca conopsoides Linnaeus, 1758]. Die Gattung Ceriana gehört zur Tribus Cerioidini innerhalb der Unterfamilie Eristalinae. Ein Synonym ist Ceria Fabricius, 1794.

## Merkmale
Die überwiegend schwarz gefärbten Fliegen weisen eine gelbe Musterung auf mit weißlich-gelben Zeichnungen auf dem Scutellum und auf dem Hinterleib. Die Solitäre Faltenwespen (Eumeninae), Feldwespen (Polistinae) oder verschiedenen Grabwespen ähnelnden Fliegen nutzen diese Mimikry. Die Fliegen besitzen verlängerte Fühler, die an der Spitze eines Stirnfortsatzes unterschiedlicher Länge eingelenkt sind. Die dreigliedrigen Fühler bestehen aus Scapus, Pedicellus und Postpedicellus. Letzterer hat an seiner Spitze eine Arista (borstenartiger Fortsatz). Die Seiten des Hinterleibs sind dorsal betrachtet annähernd parallel. Die Beine sind einfach gestaltet, ohne auffällige Modifikationen. Die Flügel sind am Vorderrand verdunkelt. Eine „unechte“ Flügelader verläuft längs der Flügel und begrenzt dabei gewöhnlich den verdunkelten Flügelbereich.

## Verbreitung
Die Gattung ist auf allen Kontinenten außer Antarktika vertreten. In Europa kommen die beiden Arten C. conopsoides und C. vespiformis vor. In der Nearktis ist die Gattung mit 6 Arten vertreten: C. abbreviata, C. ancoralis, C. mime, C. pictula, C. snowi und C. tridens.

## Systematik
Der Gattung Ceriana werden mindestens 56 beschriebene Arten zugeordnet. Im Folgenden eine Liste von Arten der Gattung Ceriana:
- Ceriana abbreviata Loew, 1864
- Ceriana alboseta (Ferguson, 1926)
- Ceriana ancoralis (Coquillett, 1902)
- Ceriana annulifera (Walker, 1861)
- Ceriana antipoda (Bigot, 1860)
- Ceriana apicalis (Ferguson, 1926)
- Ceriana aurata (Curran, 1927)
- Ceriana australis (Macquart, 1850)
- Ceriana brevis (Brunetti, 1923)
- Ceriana brunettii (Shannon, 1927)
- Ceriana brunnea (Hull, 1944)
- Ceriana cacica (Walker, 1860)
- Ceriana caesarea (Stackelberg, 1928)
- Ceriana caucasica (Paramonov, 1927)
- Ceriana chekiangensis (Ôuchi, 1943)
- Ceriana chiefengensis (Ôuchi, 1943)
- Ceriana compacta (Brunetti, 1907)
- Ceriana conopsoides (Linnaeus, 1758)
- Ceriana cylindrica (Curran, 1921)
- Ceriana dilatipes (Brunetti, 1929)
- Ceriana dimidiatipennis (Brunetti, 1923)
- Ceriana dirickxi (Thompson, 2013)
- Ceriana divisa (Walker, 1857)
- Ceriana durani (Davidson, 1925)
- Ceriana euphara (Riek, 1954)
- Ceriana formosensis (Shiraki, 1930)
- Ceriana gibbosa Violovitsh, 1980
- Ceriana glaebosa (Steenis et al., 2016)
- Ceriana hungkingi (Shannon, 1927)
- Ceriana ismayi (Thompson, 2015)
- Ceriana lypra (Riek, 1954)
- Ceriana macquarti Shannon, 1925
- Ceriana mellivora (Shannon, 1927)
- Ceriana mime (Hull, 1935)
- Ceriana naja Violovitsh, 1974
- Ceriana oceanica (Hull, 1944)
- Ceriana optata (Riek, 1954)
- Ceriana opuntiae (Ferguson, 1926)
- Ceriana ornata (Saunders, 1845)
- Ceriana opuntiae (Ferguson, 1926)
- Ceriana ornatifrons (Brunetti, 1915)
- Ceriana pedicellata (Williston, 1887)
- Ceriana pictula (Loew, 1853)
- Ceriana platypus (Ferguson, 1926)
- Ceriana ponti (Thompson, 2013)
- Ceriana relictura (Walker, 1858)
- Ceriana rieki (Goot, 1964)
- Ceriana sartorum Smirnov, 1924
- Ceriana saundersi (Shannon, 1925)
- Ceriana skevingtoni (Steenis et al., 2016)
- Ceriana smaragdina (Walker, 1858)
- Ceriana snowi (Adams, 1904)
- Ceriana sphenotoma (Riek, 1954)
- Ceriana tridens (Loew, 1872)
- Ceriana vespiformis (Latreille, 1804)
- Ceriana wyatti (Thompson, 2015)

## Bilder

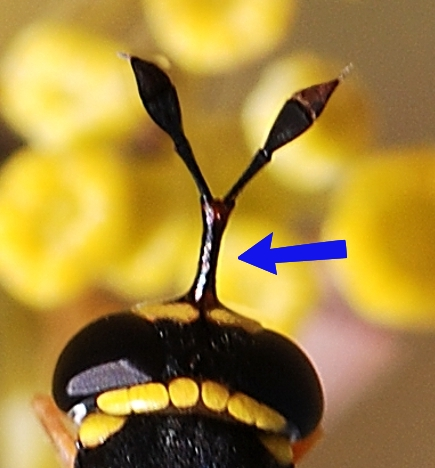
Stirnfortsatz
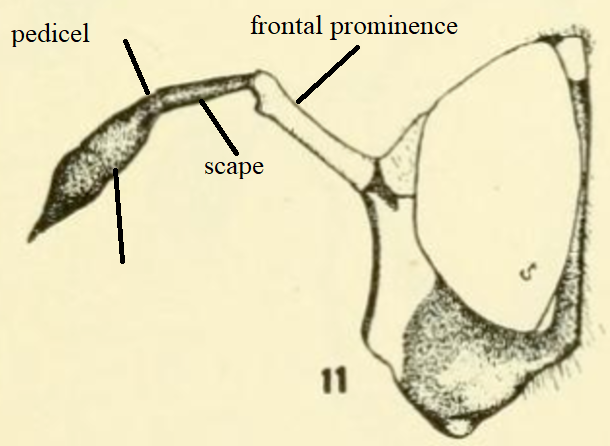
Fühler
Flügeladerung von Ceriana (sv: „unechte“ Ader)
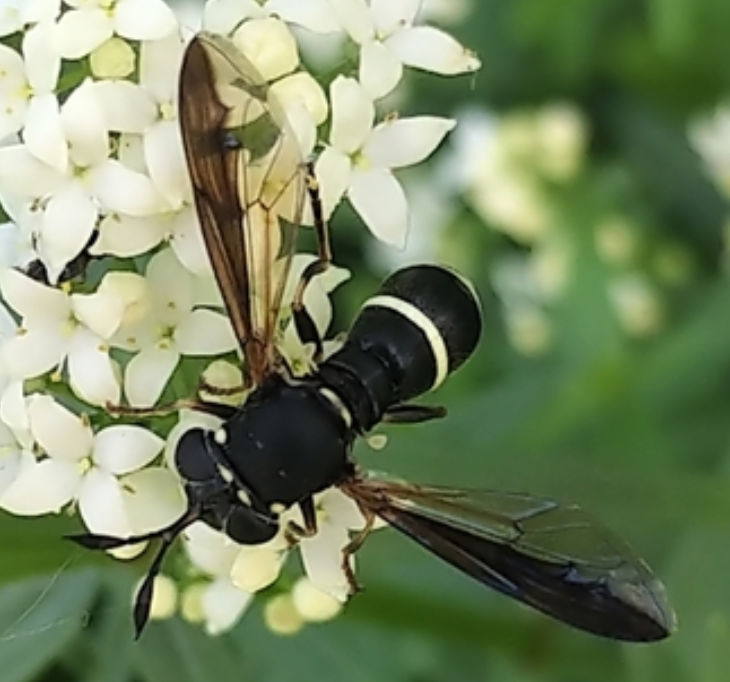
Ceriana abbreviata
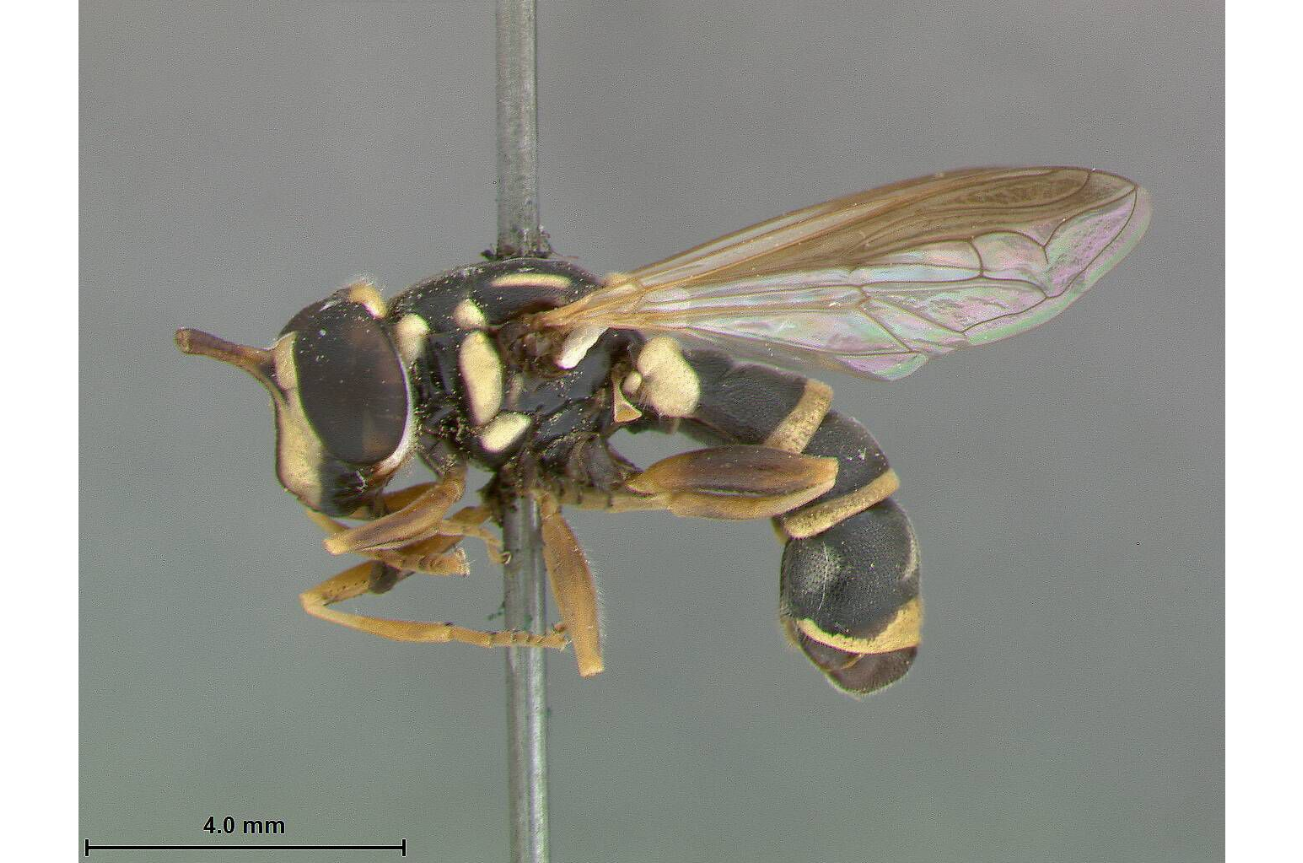
Ceriana ancoralis
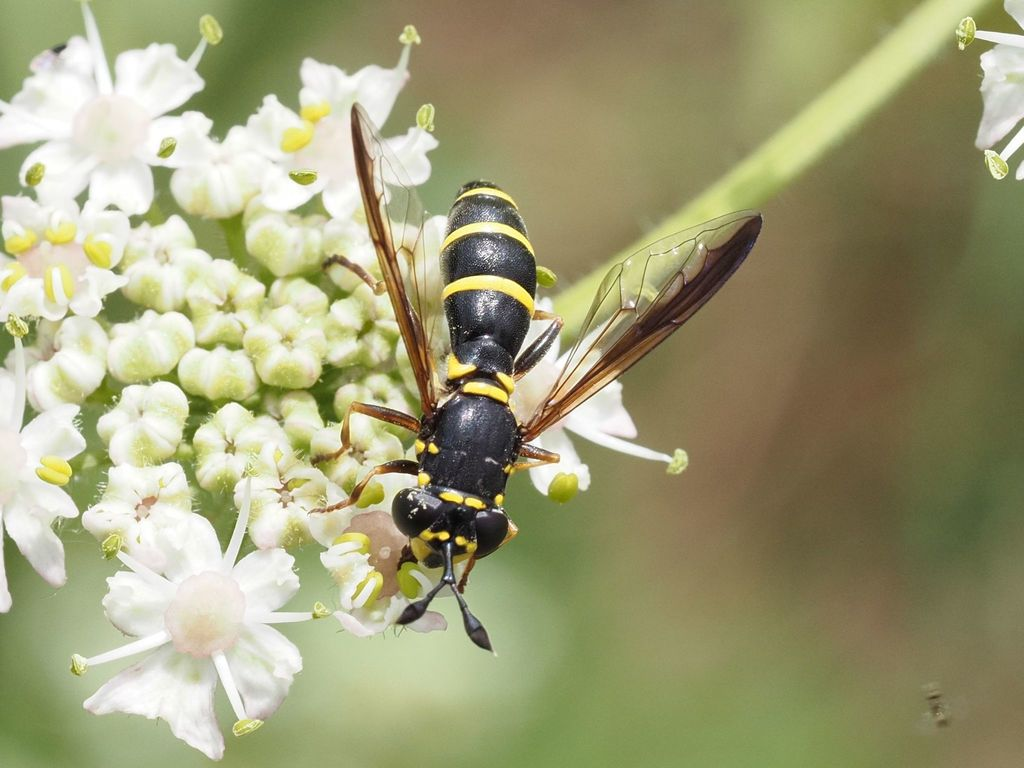
Ceriana conopsoides
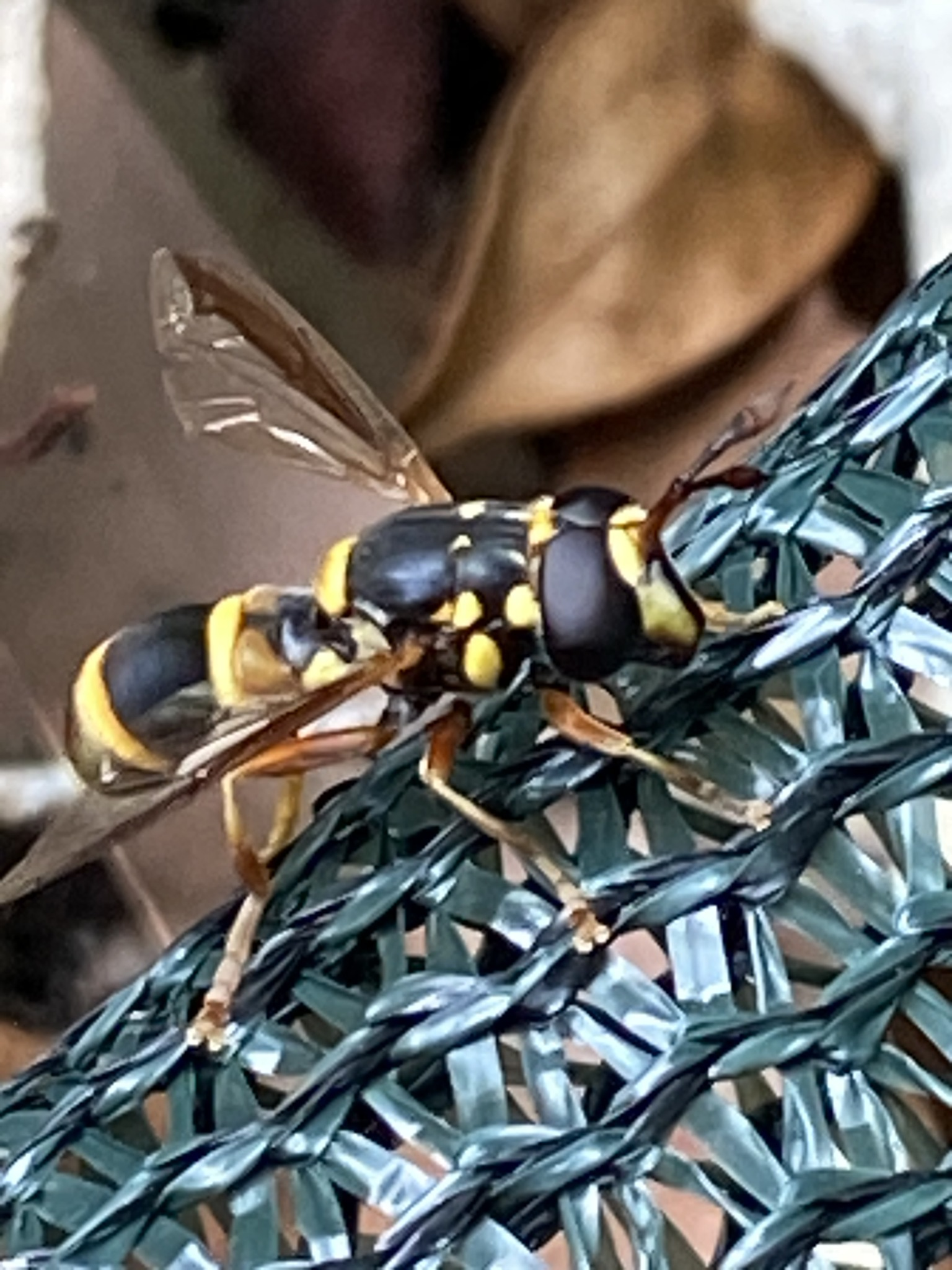
Ceriana ornata
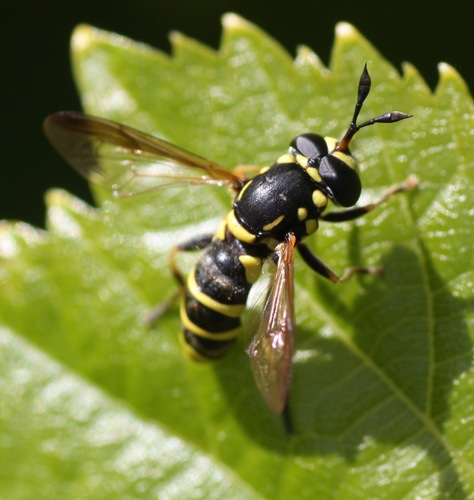
Ceriana tridens